# Alexander Alexejewitsch Iwanow

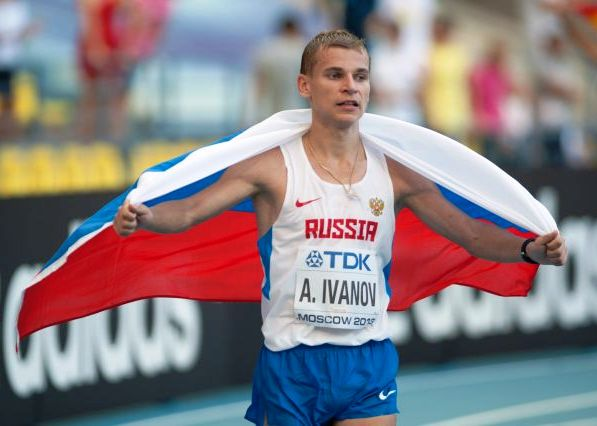
Iwanow bei den Weltmeisterschaften 2013 in Moskau

Alexander Alexejewitsch Iwanow (russisch Александр Алексеевич Иванов; * 25. April 1993 in Nischni Tagil, Oblast Swerdlowsk, Russische Föderation) ist ein russischer Geher.

## Werdegang
Iwanow gewann bei den Juniorenweltmeisterschaften 2012 in Barcelona die Silbermedaille. Er verbesserte dabei seine persönliche Bestzeit auf 40:12,90 min.
Über die 20-Kilometer-Strecke stellte er im Februar 2013 in Sotschi mit 1:21:22 h eine neue persönliche Bestzeit auf.  Bei den Weltmeisterschaften 2013 in Moskau wurde er Weltmeister über 20 Kilometer. Mit 1:20:58 h war Iwanow um 11 Sekunden schneller als sein chinesischer Konkurrent Chen Ding.
Bei den Europameisterschaften 2014 in Zürich wurde er über die 20-Kilometer-Strecke Vizeeuropameister in einer neuen persönlichen Bestzeit von 1:19:45 h.
Iwanow wurde rückwirkend mit 2. Mai 2017 für drei Jahre gesperrt. Der Weltmeister von 2013 in Moskau verliert nicht nur diese Goldmedaille, sondern sämtliche Medaillen im Zeitraum zwischen Juni 2012 und August 2014.

## Privates
Iwanow lebt und trainiert in Saransk.